# Uxbridge
Uxbridge ist eine Stadt in England, die heute ein westlicher Vorort von London und das administrative Zentrum des London Borough of Hillingdon ist. Sie ist Sitz der Brunel University und des Uxbridge College.

## Geographie
Uxbridge liegt auf einer mittleren Höhe von 40 m ü. M. Die Gestalt der Landschaft hat sich seit der Mittelsteinzeit kaum verändert, sieht man von der Rodung der Eichen- und Ulmenwälder durch die Siedler und dem Bau der Verkehrswege ab. Die Stadt wird von River Pinn durchflossen, der in den Fray’s River mündet. Dieser ist ein Zweig des River Colne und bildet die Grenze zwischen Uxbridge und der Grafschaft Buckinghamshire.

## Ortsname
Abgeleitet wird der Name der Stadt neuerdings von Wixan’s Bridge, einer Brücke, die sich am unteren Ende der heutigen Oxford Road etwa an der Stelle der heutigen Straßenbrücke befand und nach den Wixan benannt wurde, einem angelsächsischen Stamm, der aus dem Gebiet des heutigen Lincolnshire kommend sich im späteren Middlesex ansiedelte. Frühere Deutungen bezogen sich auf den Viehtrieb (engl. oxen = „Ochsen“) oder die Nähe zum Wasser (keltisch uisg).

## Geschichte
Ausgrabungen durch Archäologen des Museum of London förderten 1990 Feuersteinwerkzeuge aus der mittleren Steinzeit sowie Tierknochen und Holzkohlereste aus Lagerfeuern zutage. Bei Bauarbeiten am Einkaufszentrum The Chimes gemachte Funde sind in die Bronzezeit vor 700 v. u. Z. und ins Mittelalter einzuordnen. Die Angelsachsen siedelten sich seit dem 5. Jahrhundert in der Gegend von Uxbridge an, rodeten Waldland und beherrschten das Gebiet für die folgenden 500 Jahre.
Zwar wird Uxbridge nicht in Domesday Book erwähnt, jedoch erscheint es in einer Urkunde von 1107 als Woxbrigge. Damals gehörte der Ort zum Elthorne Hundred. Die Kirche St Margaret's stammt aus der 2. Hälfte des 12. Jahrhunderts. Uxbridge war Teil der Parish Hillingdon.
Während des Englischen Bürgerkriegs war die Stadt seit 1642 von der Armee des Parlaments besetzt und war 1645 Ort von erfolglosen Verhandlungen zwischen König Charles I. und Vertretern des Parlaments.
Um 1800 war Uxbridge als Station der Fahrpost zwischen London und Oxford einer der bedeutendsten Marktorte in Middlesex, verlor aber nach dem Bau der Great Western Railway durch West Drayton an Bedeutung. Den ersten Eisenbahnanschluss erhielt die Stadt 1856.

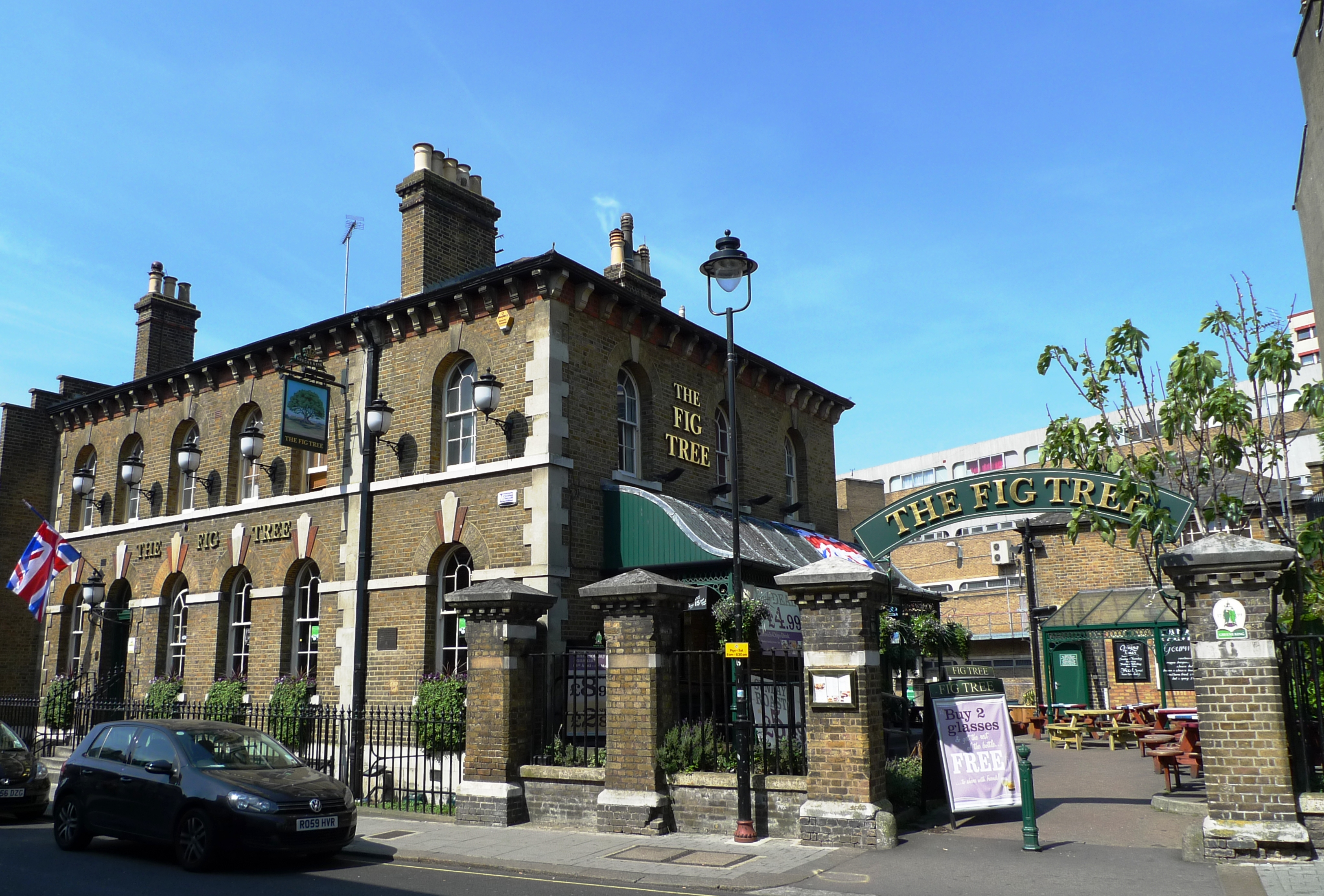
The Fig Tree, ehemalige Polizeiwache von 1871, jetzt ein Pub

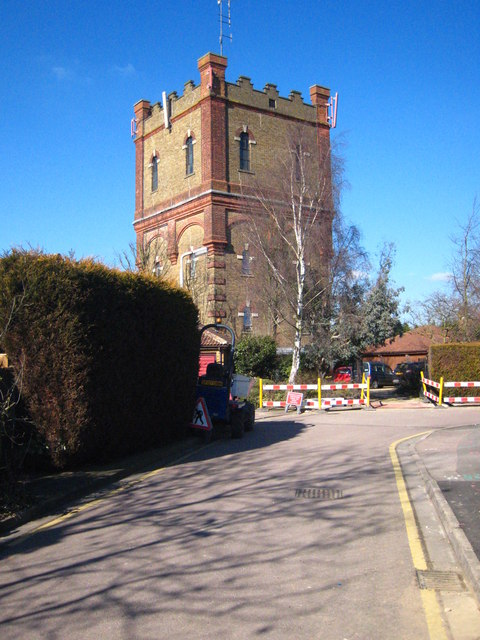
Wasserturm von 1906 auf Uxbridge Common

Einhegungen in der Hillingdon Parish verkleinerten 1819 das Gebiet des Uxbridge Common erheblich von einem Umkreis von ursprünglich 4 Meilen auf eine Fläche von 15 acres. 1827 wurde Uxbridge eine eigenständige Kirchgemeinde, bis dahin war der Ort nach Hillingdon eingepfarrt.
1871 wurde die erste für diesen Zweck erbaute Polizeiwache im Ort eingerichtet, in der sich heute ein Pub befindet. Ein großer Teil der Stadt war schon 1902 mit Elektrizität versorgt, jedoch wurden noch bis 1912 einige Häuser mit Gas beleuchtet. 1906 wurde auf Uxbridge Common ein Wasserturm im Stil eines Kirchturms erbaut.
Das ursprünglich zu Hillingdon House gehörigen Gelände wurde 1915 von der britischen Regierung gekauft, zunächst als Lazarett und später auch vom Royal Flying Corps zu Ausbildungszwecken genutzt, bis es 1918 von der neugegründeten Royal Air Force übernommen wurde. Bis zum Ausbruch des Zweiten Weltkriegs war RAF Uxbridge öffentlich zugänglich. 1948 diente das Gelände als Olympisches Dorf. 2010 wurde RAF Uxbridge geschlossen.
1935 wurde das Schwimmbad Uxbridge Lido im Stil der Moderne eröffnet, das 1998 zum Baudenkmal II. Grades erklärt wurde und nach mehrjähriger Schließung 2009 als Bestandteil des Hillingdon Sports and Leisure Complex wiedereröffnet wurde.
Ab 1962 wurde der neue Campus des Brunel College of Advanced Technology, das 1966 durch Royal Charter zur Brunel University erhoben wurde, am Südrand der Stadt gebaut. Das Gelände liegt großenteils auf dem Gebiet des Nachbarorts Cowley, gehört aber wie dieser postalisch zu Uxbridge.

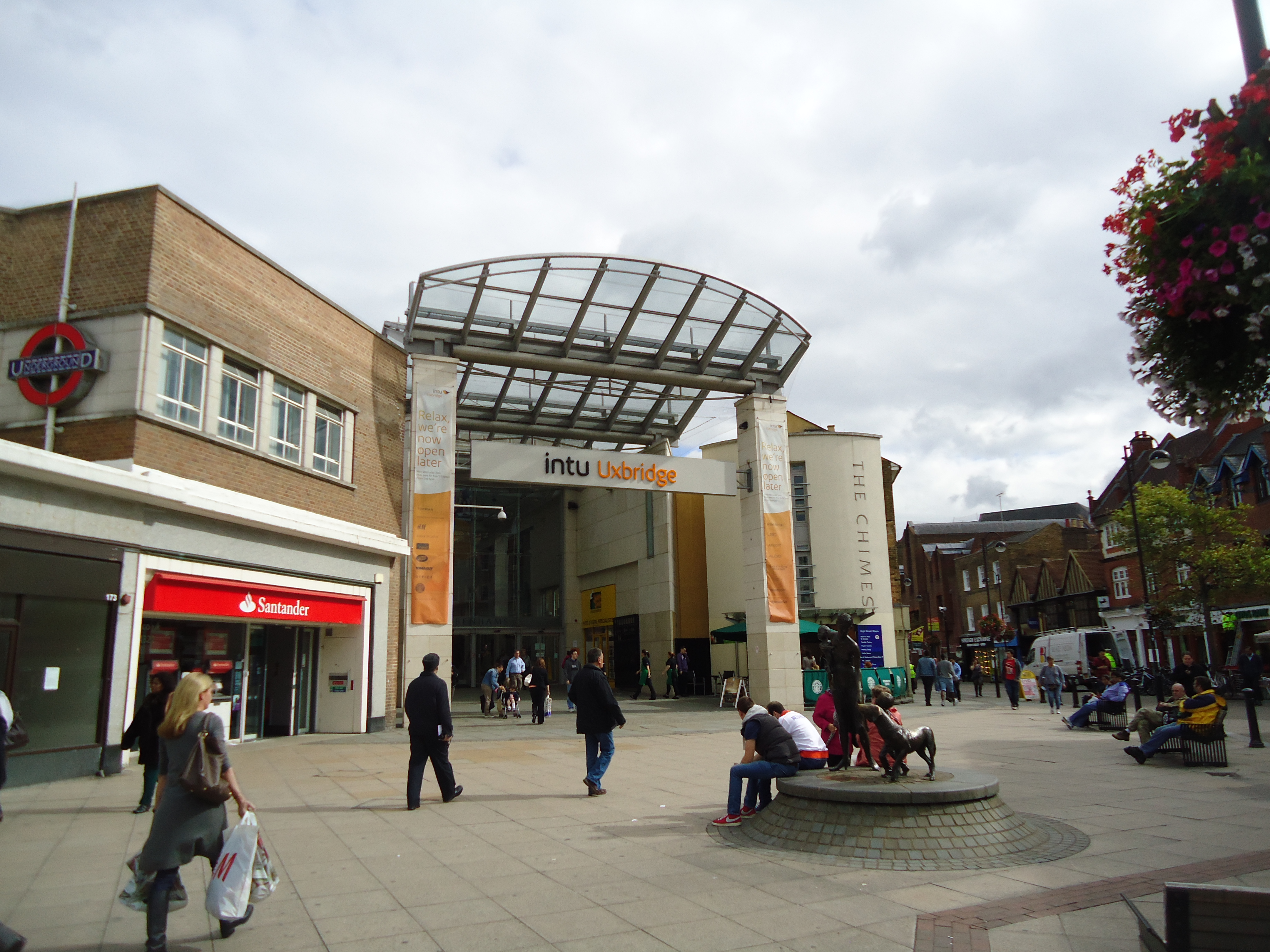
Einkaufszentrum Intu Uxbridge

In den 1970er Jahren wurde nach dem Abriss zahlreicher Gebäude in High Street und Windsor Street ein neues Einkaufszentrum errichtet, das Anfang der 1980er Jahre überdacht wurde und den Namen Pavilions Shopping Centre erhielt. Mit The Chimes (seit 2013 als Intu Uxbridge bezeichnet) wurde 2001 in weiteres Einkaufszentrum in direkter Nachbarschaft des Underground-Bahnhofs eröffnet, in das mehrere bereits existierende Gebäude einbezogen wurden.

## Verwaltung und Bevölkerung
Uxbridge war zunächst eine Unterpfarrei von Hillingdon Parish, wurde aber 1866 als eigenständige Civil Parish abgetrennt. 1894 wurde der Ort Teil des Uxbridge Urban District, der 1955 zum Municipal Borough erhoben und 1965 in den London Borough of Hillingdon eingegliedert wurde. Uxbridge ist in die zwei Wards (Wahlkreise) Uxbridge North (drei konservative Ratsmitglieder) und Uxbridge South (zwei konservative Ratsmitglieder, ein Labour-Mitglied) aufgeteilt.
Vor den Unterhauswahlen 2010 bildete Uxbridge einen eigenen Parlamentswahlkreis, seitdem gehört es zum Parlamentswahlkreis Uxbridge & South Ruislip. Parlamentsmitglied war von 2015 bis 2023  Boris Johnson, der 2008 bis 2016 Bürgermeister von London war.
In Uxbridge North lebten 2011 etwa 12.048 Einwohner, in Uxbridge South etwa 13.979.

## Bauwerke

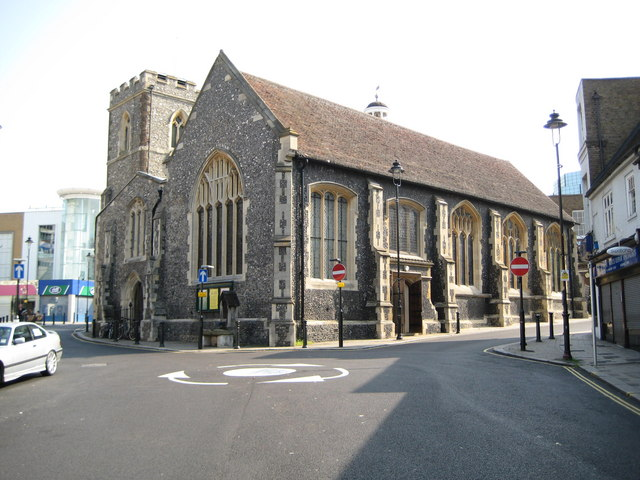
St Margaret's Church

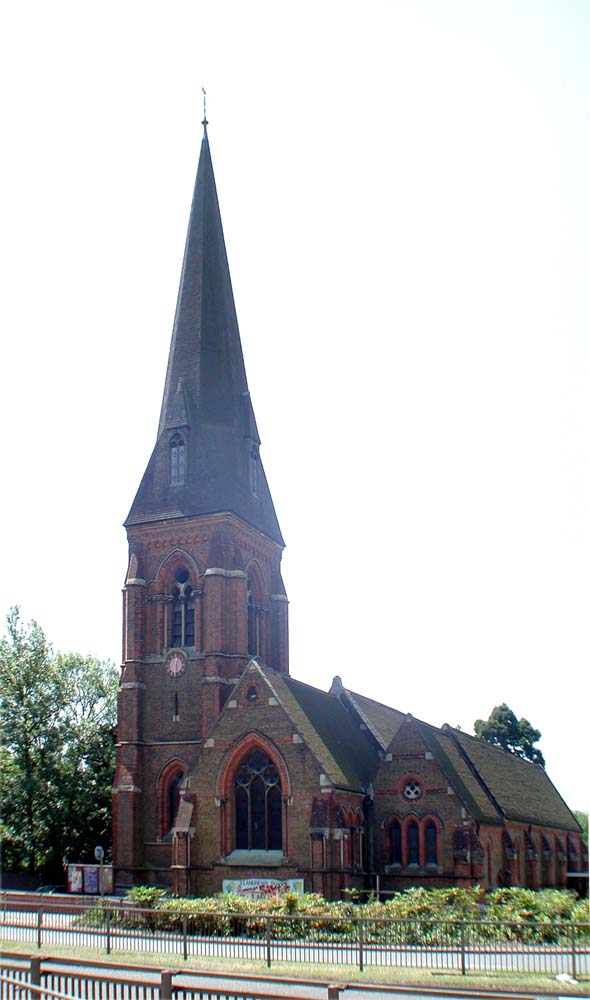
St Andrew's Church

### Kirchen
St Margaret's Church in Windsor Street ist eines der ältesten Bauwerke der Stadt. Sie ist urkundlich seit 1245 nachgewiesen und war zunächst eine Filialkirche von Hillingdon. Der Turm des heutigen Gebäudes stammt aus dem späten 14. Jahrhundert, das nördliche Kirchenschiff aus dem frühen 15. Jahrhundert, und das südliche wurde etwa 1450 hinzugefügt. Das steinerne Taufbecken wird auf etwa 1480 datiert.
St Andrew's Church in Hillingdom Road wurde 1864 begonnen und 1865 eröffnet. Ihr Turm wurde 1866 fertiggestellt. Diese Kirche im neugotischen Stil wurde von Sir George Gilbert Scott entworfen und diente vor allem der seit 1850 stark angewachsenen Bevölkerung im Gebiet zwischen den alten Ortskernen von Uxbridge und Hillingdon.

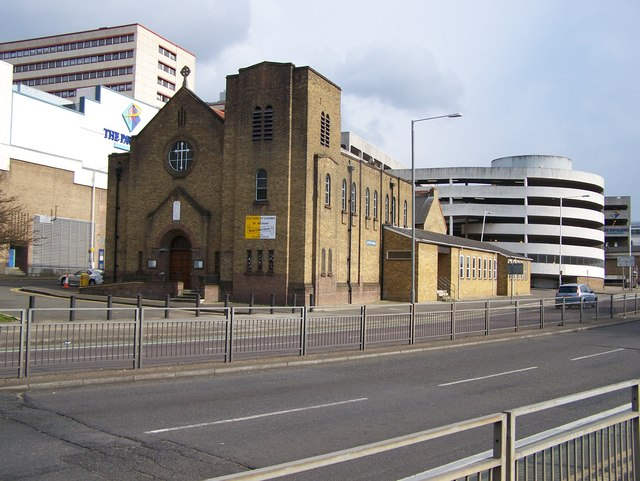
Church of Our Lady of Lourdes and St Michael

Nachdem im 16. Jahrhundert St Margaret's Church protestantisch geworden war, gab es bis zum Ende des 19. Jahrhunderts keine katholische Kirche in Uxbridge. 1892 kaufte ein Priester ein Grundstück in Lawn Road und ließ dort eine provisorische Kirche aus Wellblech bauen, die Unserer Lieben Frau in Lourdes und dem Erzengel Michael geweiht wurde. Die zunehmende Zahl der Gemeindemitglieder und der Schüler einer angeschlossenen Schule machte den Bau einer dauerhaften Kirche erforderlich. Die neue Church of Our Lady of Lourdes and St Michael wurde 1931 nach einem Entwurf von T. H. B. Scott im neuromanischen Stil in Oxford Road erbaut und 1936 nach Begleichung aller Baukosten geweiht.

### Hillingdon House und RAF Uxbridge

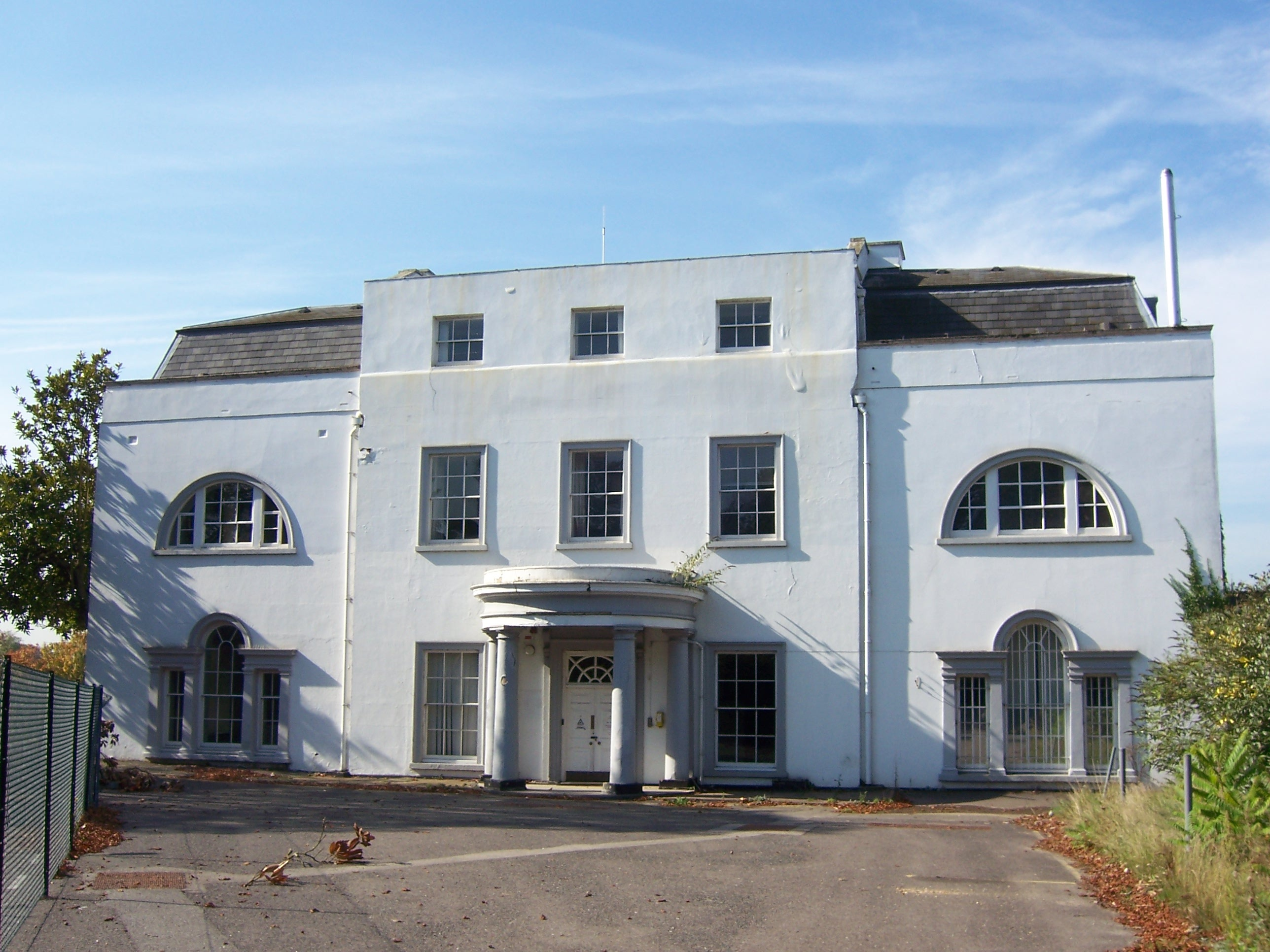
Hillingdon House (2012)

Hillingdon House wurde 1717 als Jagdschloss für den General Meinhard von Schomberg erbaut. Nach seinem Tode wechselten die Besitzer mehrmals, bis es 1810 in den Besitz der Bankiersfamilie Cox überging. Nach einem Brand wurde 1844 das heutige Gebäude, das 1984 zum Baudenkmal II. Grades erklärt wurde, im viktorianischen Stil in Mauerwerk mit Stuckverzierungen erbaut. Das zugehörige Gelände mit Nebengebäuden, Gärten, Parkland und einem aus dem Fluss Pinn angestauten künstlichen See umfasste mehr als 80 ha Fläche. 1892 wurde auf einem Teil des Grundstücks der Hillingdon Golf Club eingerichtet.

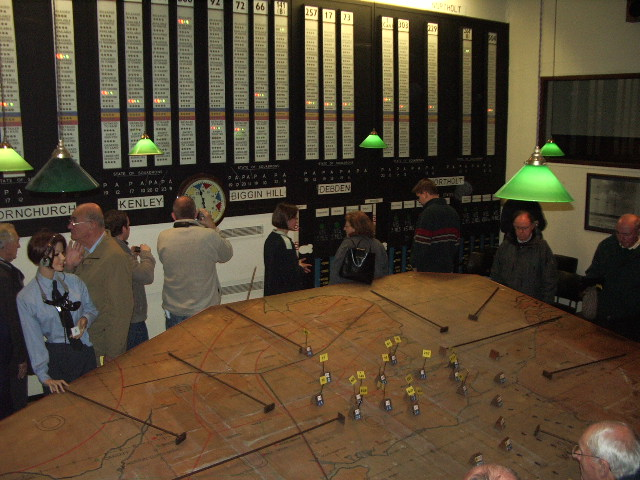
Die restaurierte Operationszentrale im Bunker von RAF Uxbridge

Haus und übriges Grundstück wurden 1914 zum Verkauf angeboten, 1915 von der britischen Regierung erworben, bis 1917 als Lazarett und danach als Ausbildungsstätte für die Luftstreitkräfte genutzt, aus der 1918 der RAF-Standort Uxbridge hervorging. Unter anderem wurden ein Schießplatz, ein Kino, das auch als Hörsaal diente, und ein Sportplatz eingerichtet, der seit 1923 auch vom Uxbridge Football Club genutzt wurde. 1925 folgten zehn Kasernengebäude, ein Offizierslazarett und ein hölzernes Gebäude für eine Operationszentrale. 1926 wurde RAF Uxbridge vom Air Ministry als Basis der Air Defence of Great Britain ausgewählt. Die hölzerne Operationszentrale wurde 1939 in einen 18 m unter der Erde befindlichen Bunker verlegt, der zehn Tage vor dem Ausbruch des Zweiten Weltkriegs fertiggestellt wurde. Dieser Battle of Britain Bunker wurde 2005 zum Baudenkmal I. Grades erklärt. Nach Schließung des RAF-Standortes wird der größte Teil des Geländes in ein neues Wohngebiet umgestaltet, ferner entsteht eine neue Grundschule, und Bürogebäude sollen errichtet werden.

### Verwaltungsgebäude

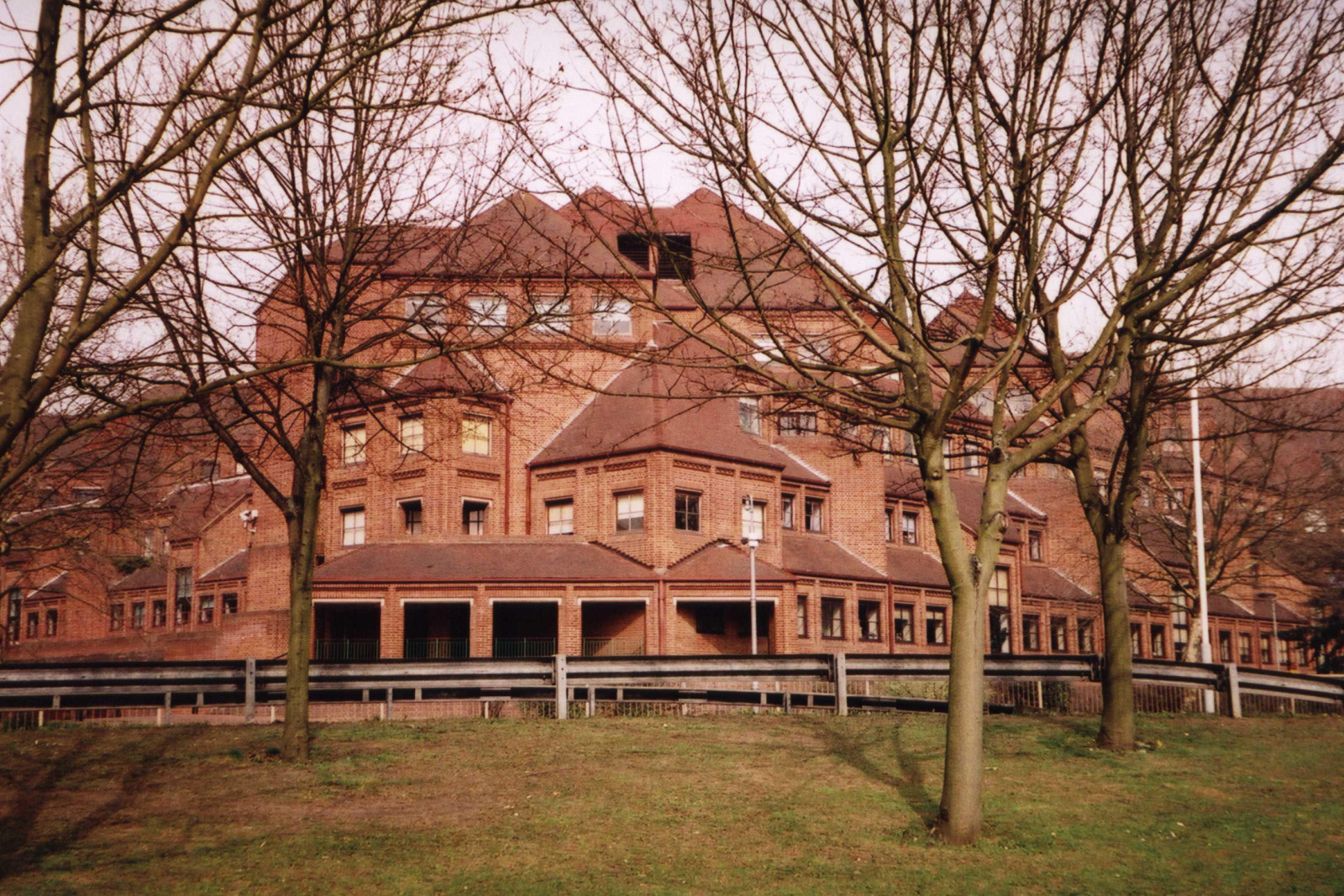
Civic Centre, Uxbridge

1973 wurde für den Gemeinderat des 1965 aus der Zusammenlegung von vier Verwaltungseinheiten hervorgegangenen London Borough of Hillingdon in der High Street ein neues Civic Centre erbaut, das die gesamte Verwaltung des Stadtbezirks an einem Ort zusammenfasste, aber wegen seiner Größe und der schlechten Akustik in Teilen des Gebäudes umstritten ist.
1990 wurde der Magistrates’ Court in ein neues Gebäude in der Nachbarschaft des 1907 im edwardianischen Stil errichteten Gerichtsgebäudes verlegt.

### Sonstige
Bemerkenswert ist das ehemalige Kaufhaus Randall's, das 1939 im Stil der Art déco anstelle eines Vorgängerbaus von 1900 errichtet wurde, 2015 wegen nachlassenden Umsatzes geschlossen wurde, aber 2008 zum Baudenkmal II. Grades erklärt wurde.

## Wirtschaft
1763 etablierte George Harman eine Brauerei in Uxbridge, deren Sitz sich ab 1873 in der High Street befand und von den letzten Besitzern, der Courage Brewery, 1964 geschlossen wurde.
Im 18. und 19. Jahrhundert wurde in Uxbridge der größte Teil des in London verbrauchten Mehls produziert, die Marke Kingsmill hat ihren Ursprung in einer im 19, Jahrhundert von William King erworbenen Mühle am Grand Union Canal.
Von 1868 bis 1958 bestand der Gartenbaubetrieb von Lowe & Shawyer in der Kingston Lane und wurde zum größten Produzenten von Schnittblumen des Landes. Nach freiwilliger Liquidation wurde ab 1962 auf dessen Gelände der Campus der späteren Brunel University errichtet.
Neben den Einkaufszentren The Pavilions und Intu Uxbridge sind in Uxbridge zahlreiche weitere Ladengeschäfte angesiedelt. Ferner befinden sich im Ort mehrere Bürogebäude, die von internationalen Firmen wie Canon, PricewaterhouseCoopers, Apple, WMS Gaming, Unisys, Xerox, ARRI, Bristol-Myers Squibb, Monster Energy, APL, Herbalife Europe und Anixter International genutzt werden. Weitere Arbeitgeber sind NetApp, IBB Solicitors, F. Hinds, The Coca-Cola Company, Coca-Cola Enterprises, General Mills und Nexen.

## Verkehr
In Uxbridge befindet sich die 1933 erbaute westliche Endstation der Metropolitan Line von Aldgate und Baker Street sowie des nördlichen Astes der Piccadilly Line von Cockfosters.
Von 1907 bis 1964 bestand im Westen der Stadt der Bahnhof Uxbridge High Street (Personenverkehr bis 1939) der Strecke von Denham, von 1856 bis 1964 im Süden der Stadt der Bahnhof Uxbridge Vine Street (Personenverkehr bis 1962) der Strecke von West Drayton. Ein Projekt, diese beiden Strecken zu verbinden, wurde trotz Vorarbeiten nicht verwirklicht.
Über die Straßen B467 und B483 nach Ickenham ist Uxbridge mit der Hauptverkehrsstraße A40 von London nach Fishguard verbunden. Die A408 führt von Uxbridge über Yiewsley und Heathrow zum Flughafen London Heathrow, die A4007 mündet bei Iver Heath auf die A412 nach Slough. Die A4020 verbindet Uxbridge mit dem Denham Roundabout und der Autobahn M40 sowie mit Shepherd's Bush in London.
Die wichtigsten von Transport for London angebotenen Busverbindungen sind die Linie 427 zwischen Uxbridge und Acton High Street und die Schnellbuslinie 607 zwischen Uxbridge und Shepherd's Bush. Weitere Buslinien verbinden die Stadt mit West Drayton, Southall, Hayes, Hounslow, Denham, Harefield, Ruislip und dem Flughafen Heathrow. Andere Firmen bieten Verbindungen nach Slough, St Albans und Harlow sowie High Wycombe und Chesham über Gerrards Cross an.
Uxbridge liegt außerdem am 1794 eröffneten Grand Union Canal zwischen London und Birmingham.

## Persönlichkeiten
- Ethel Carrick (1872–1952), Malerin
- Bernard Miles (1907–1991), Schauspieler
- Denys Ovenden (1922–2019), Naturillustrator
- Peter Ind (1928–2021), Jazzmusiker, Maler und Sachbuchautor
- John Stears (1934–1999), Filmtechniker
- Christine Keeler (1942–2017), Model

## Adelstitel
Nach der Stadt Uxbridge ist der Adelstitel des Earl of Uxbridge benannt, der 1714 zum ersten Mal, und zwar an Henry Paget (1663–1743), verliehen wurde. Nach ihm wurde die 1727 gegründete Stadt Uxbridge in Massachusetts benannt. Mit dem Tod seines Sohnes Henry Paget (1719–1769) erlosch der Titel wieder. Zum zweiten Mal wurde der Titel 1784 an Henry Bayly verliehen, der 1784 zum Lord Paget erhoben worden war. Sein Sohn Henry William Paget (1768–1854), Kavalleriekommandeur in der Schlacht von Waterloo, wurde 1814 zum Marquess of Anglesey erhoben. Seitdem wird der Titel als Höflichkeitstitel für den ältesten Sohn des Marquess gebraucht.

## Galerie

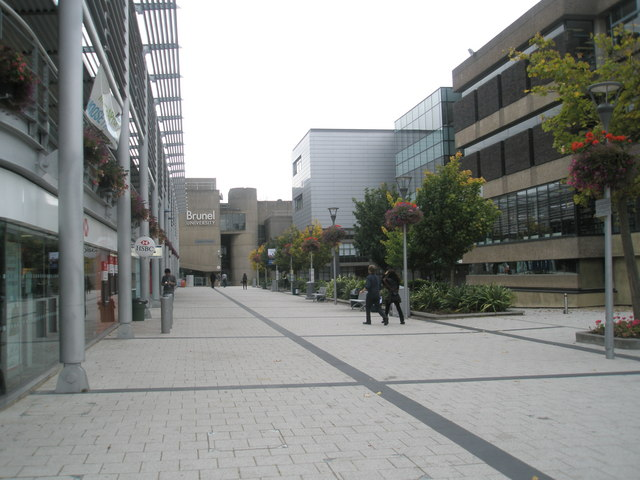
Auf dem Campus der Brunel University
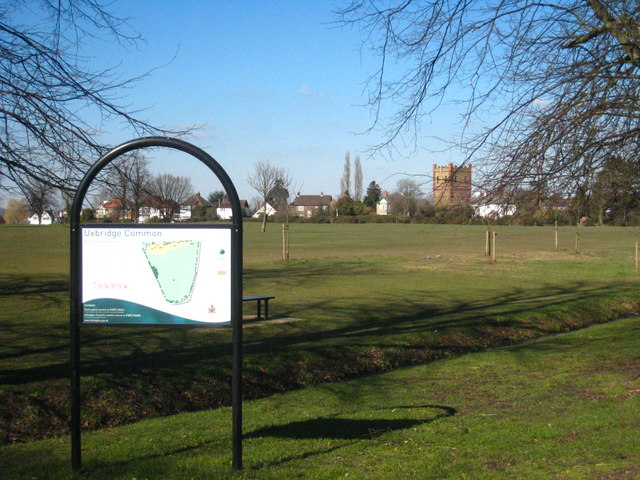
Uxbridge Common
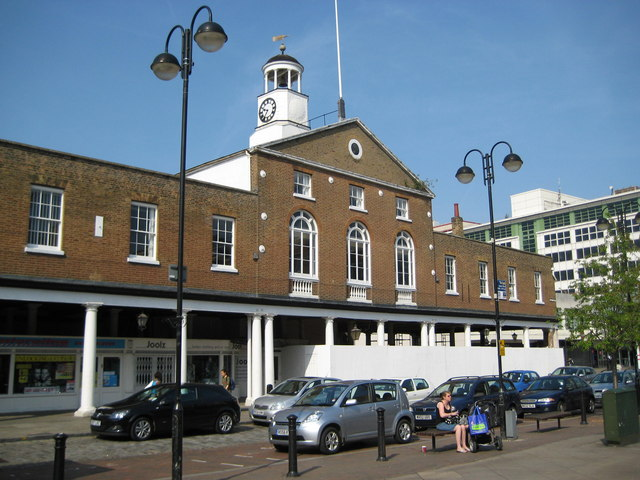
Historische Markthalle
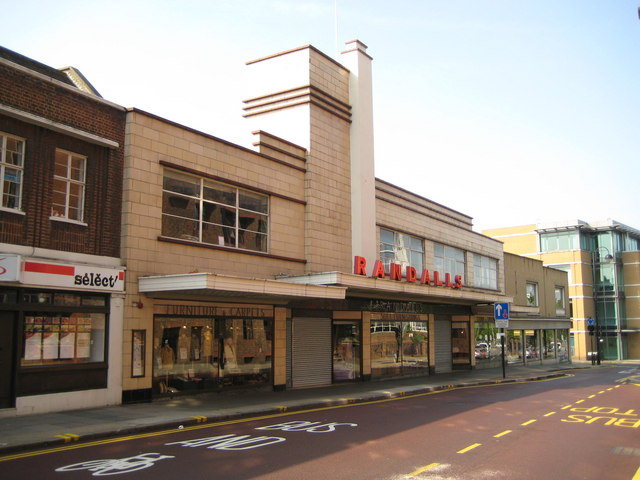
Vine Street mit dem denkmalgeschützten Randall's Department Store
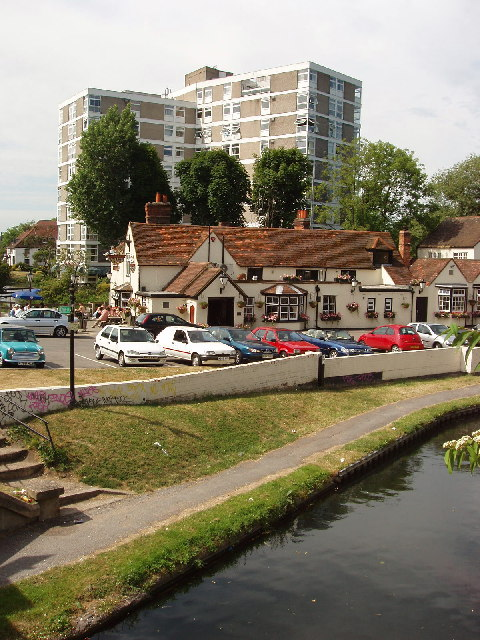
Am Grand Union Canal
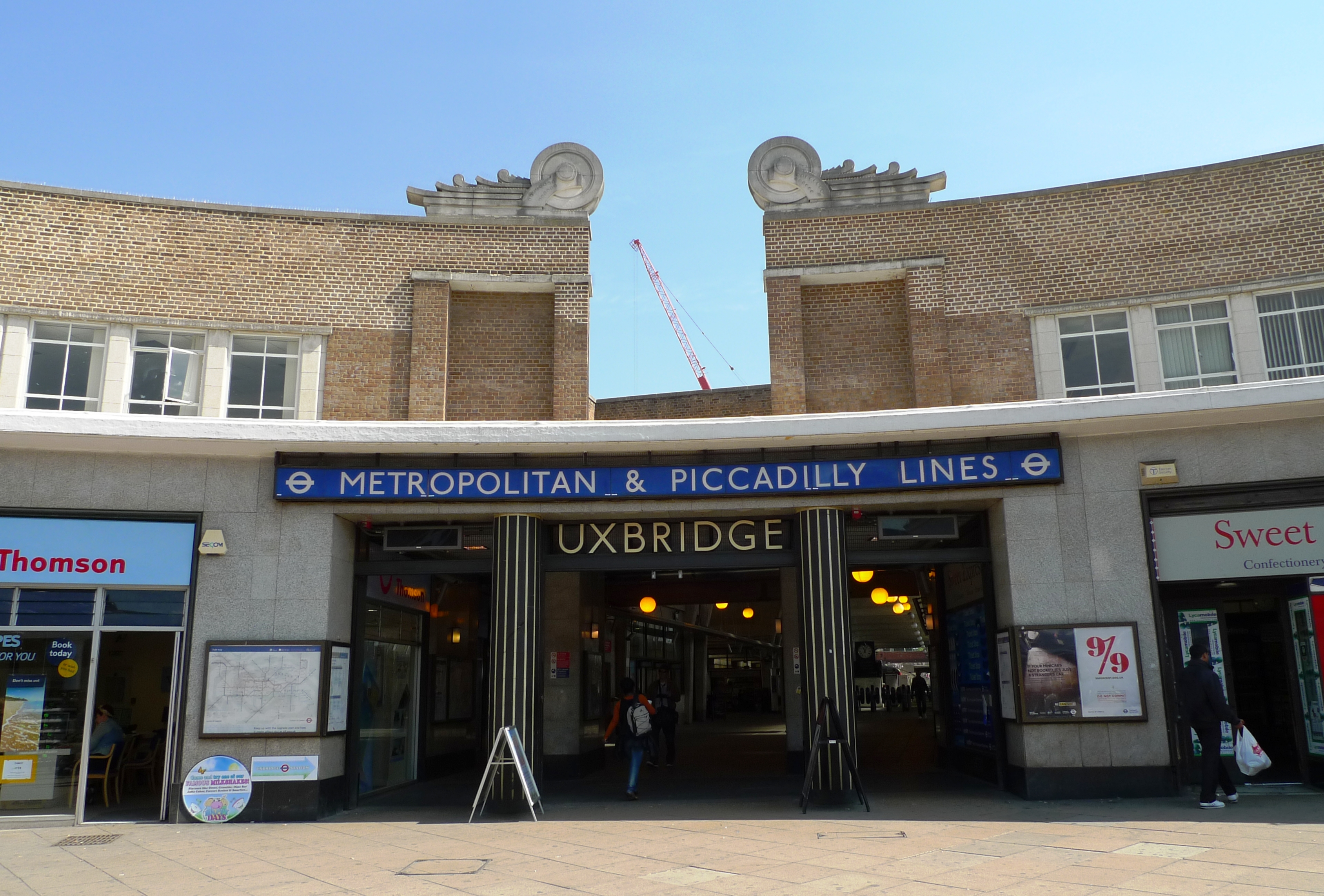
Eingang zum Underground-Bahnhof